# Centro di Controllo
Il Centro di Controllo è una funzionalità dei sistemi operativi iOS, macOS e watchOS, sviluppati dalla Apple. È stato introdotto con iOS 7, pubblicato il 18 settembre 2013. Offre all'utente la possibilità di accedere alle impostazioni principali del dispositivo trascinando lo schermo dal basso verso l'alto. Con watchOS 3.2 viene aggiunto un nuovo bottone, quello per attivare o disattivare la Modalità Cinema. Essa permette di disattivare le notifiche visive, sonore e l'illuminazione automatica del display quando viene alzato il polso.

## Funzionalità

### iOS
Il Centro di Controllo offre inoltre un accesso rapido alle applicazioni di sistema più utili. Scorrendo dal basso verso l'alto dello schermo è possibile gestire la Modalità Aereo, il Wi-Fi, il Bluetooth, controllare l'Apple TV, attivare o disattivare la modalità non disturbare e il blocco rotazione. È persino presente una barra per regolare la luminosità del display, tre tasti per attivare o disattivare AirPlay, AirDrop e Night Shift e infine, nella parte inferiore, sono presenti altri 4 tasti per accendere il flash della fotocamera (usandolo come torcia) e per accedere all'applicazione Orologio, Calcolatrice e Fotocamera.
Con iOS 11, il Centro di Controllo aggiunge 2 finestre, una per il controllo dei dispositivi HomeKit, e una con i vari comandi musicali.

### iPadOS
Con iPadOS 15, è possibile utilizzare il Centro di Controllo come scorciatoia per registrare lo schermo del dispositivo mobile.

### macOS
il Centro di Controllo su macOS è stato introdotto a partire dalla versione Big Sur. Qui vengono riunite funzionalità rapide già presenti ma ubicate altrove, tra cui Night Shift, Non disturbare e i controlli multimediali (prima situati nel Centro Notifiche), i controlli per il volume audio e la luminosità dello schermo e della tastiera e i toggle per attivare o disattivare le reti Wi-Fi e Bluetooth e la funzione AirDrop.

### watchOS
Il Centro di Controllo su watchOS è leggermente diverso rispetto a quello presente su iOS. Nella parte superiore è presente una scritta che indica se l'orologio è connesso o no all'iPhone.
Esso dispone di 6 tasti: uno che mostra la percentuale della batteria dell'Apple Watch, che, se cliccato, porta a una pagina che permette di attivare la modalità Basso Consumo, quattro che gestiscono la modalità Aereo, Silenzioso, Non disturbare e AirPlay, e un ultimo che, se cliccato, fa emettere un suono all'iPhone a cui l'orologio è connesso. È inoltre possibile visualizzare altri due tasti, uno per bloccare manualmente l'Apple Watch (se è disattivato il rilevamento polso) e uno per gestire l'output audio dell'orologio. Infine, il Centro di Controllo dell'Apple Watch Series 2 dispone di un ulteriore tasto per espellere l'acqua, se presente, dagli altoparlanti dell'orologio.

## Personalizzazione
Le applicazioni di sistema del Centro di Controllo possono essere personalizzate da parte dell'utente. Per effettuare cambiamenti, è sufficiente avviare l'app Impostazioni e selezionare la voce "Centro di Controllo" presente nel menù. Da qui si andranno a scegliere gli strumenti da aggiungere oppure quelli da rimuovere, dandone poi la conferma.